# فشار استقراض گیم‌استاپ

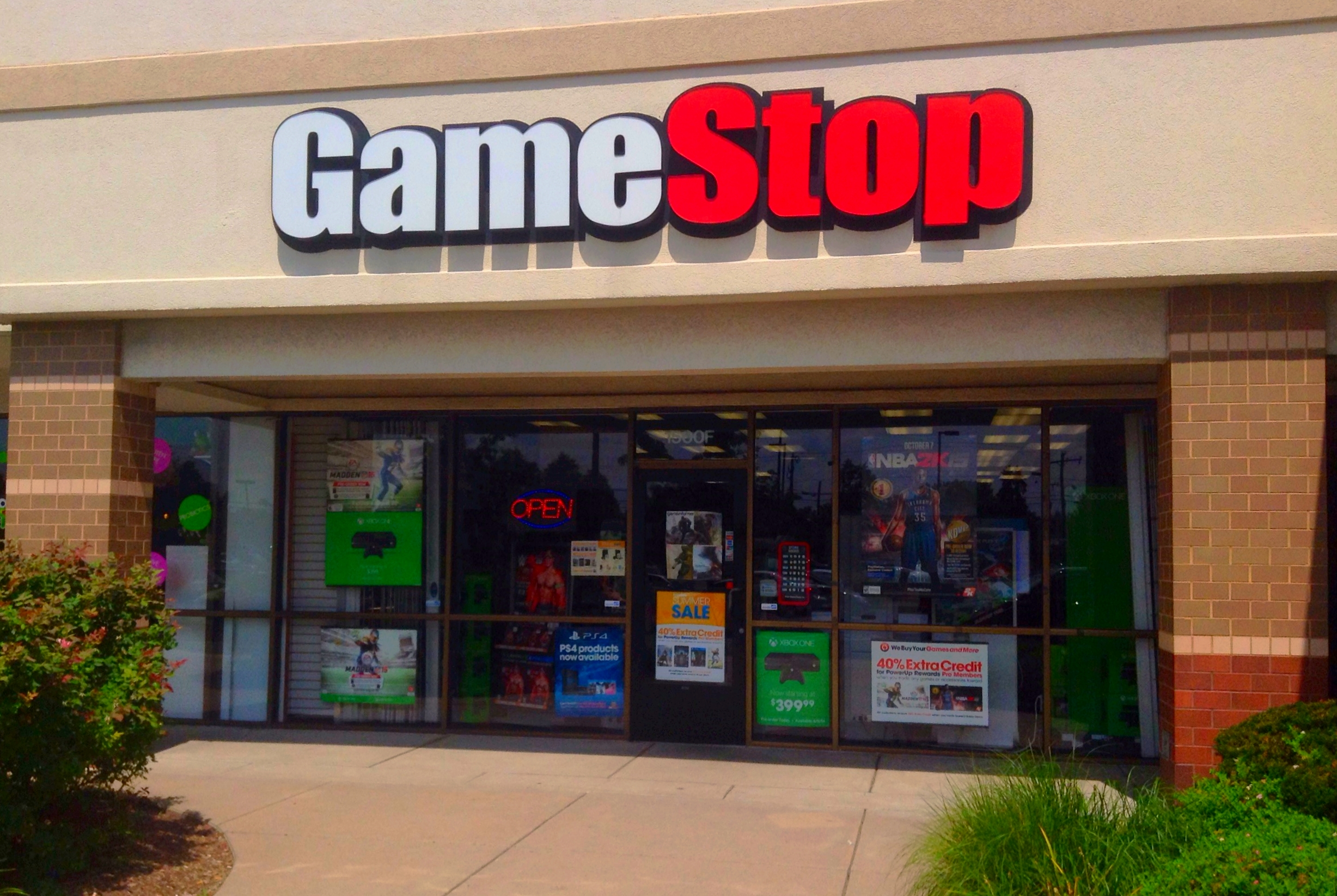
ساختمان گیم‌استاپ در شهر منچستر - ۲۰۱۴

در ژانویه سال ۲۰۲۱، فشار استقراض سهام خرده‌فروش بازی ویدیویی آمریکا به نام گیم‌استاپ (به انگلیسی: GameStop) و دیگر اوراق بهادار رخ داد که منجر به عواقب مالی عمده برای صندوق‌های پوشش ریسک و زیان‌های بزرگ برای فروشندگان استقراضی شد.
حدود ۱۴۰ درصد از سهام شناور آزاد گیم‌استاپ به صورت استقراضی فروخته شدند و هجوم برای خرید سهام به منظور پوشش این موقعیت‌ها باعث افزایش بیشتر آن شد. فشار استقراضی در ابتدا توسط کاربران فروم اینترنتی ردیت با عنوان r/wallstreetbets، راه‌اندازی شد. در اوج خود، در ۲۸ ژانویه، فشار استقراضی باعث شد قیمت سهام خرده‌فروش به ارزش بیش از ۵۰۰ دلار در هر سهم برسد که نزدیک به ۳۰ برابر ارزش سهام ۱۷٫۲۵ در ابتدای ماه است. بسیاری از دیگر سهام‌ها هم که دچار فشار استقراضی شده‌بودند، این افزایش قیمت‌ها را تجربه کردند.
در روز ۲۸ ژانویه، چندین کارگزار سهام، از جمله رابین‌هود، خرید سهام گیم‌استاپ را متوقف کردند. این تصمیم انتقادات و اتهامات دستکاری بازار توسط سیاستمداران برجسته و تاجران را بین طیف‌های سیاسی به خود جلب کرد و ده‌ها دادخواست عملی علیه کارگزار بورس رابین‌هود در دادگاه‌های آمریکا تشکیل شد. در واکنش به توقف خرید، این موج خرید به سایر اوراق بهادار، سرمایه‌گذاری کلی بازار و پیش‌خرید فلزات سرایت کرد.